# Jean-Mathurin Cadic
Pour les articles homonymes, voir Cadic.
Jean-Mathurin Cadic est un prêtre et poète breton, né à Kerfourn (Morbihan) le 2 avril 1843, décédé le 14 juin 1917 à Bieuzy-les-Eaux (Morbihan). Il est cousin avec François Cadic.
Il est nommé vicaire à Baden en 1870, puis à Plouharnel en 1874, à Auray en 1876. Il devient recteur de Bieuzy en 1892.
Il fait partie des prêtres Bretons qui ont collecté et retranscrit les chansons populaires bretonnes à la fin du XIXe siècle et au début du XXe siècle. Ses ouvrages sur le sujet sont signés Yann Kerhlen.
Son poème En Est (la moisson), publié en 1897, est un long poème sur le déroulement de la moisson sur les terres morbihannaises.